# Jensen Ackles
Jensen Ross Ackles (n. 1 martie 1978, Dallas, Texas) este un actor/regizor american de film și televiziune care a ajuns faimos pentru rolul sau din serialul de televiziune americana Supernatural unde joaca alaturi de Jared Padalecki, Misha Collins, Mark Pellegrino, Jim Beaver si Mark Sheppard.

## Cariera
Este cunoscut pentru rolurile sale din seriale precum Supernatural (Dean Winchester ), Days of Our Lives (Eric Brady) și pentru că a fost nominalizat la mai multe premii Daytime Emmy, Dark Angel, în rolul lui Alec/X5-494, și Smallville, în rolul lui Jason Teague.
În prezent joacă rolul lui Dean Winchester în serialul hit Supernatural de pe CW.

## Viața personală
La 15 mai 2010 s-a căsătorit cu actrița Danneel Harris,cunoscută după rolul Rachel Gatina în serialul One Tree Hill.La 7 ianuarie,2013 cuplul a confirmat că sunt în așteptarea primului lor copil.Fiica lor Justice Jay "JJ" Ackles s-a născut la 30 mai 2013. In anul 2016 pe data de 2 Decembrie s-au născut gemenii, o fata si un baiat pe nume Arrow Rhodes (fata) si Zeppelin Bram (băiatul).

## Filmografie
| Film        | Film                                      | Film                            | Film                                |
| An          | Film                                      | Rol                             | Note                                |
| ----------- | ----------------------------------------- | ------------------------------- | ----------------------------------- |
| 2001        | Blonde                                    | Eddie G                         | film pentru televiziune             |
| 2004        | The Plight of Clownana                    | Jensen                          |                                     |
| 2005        | Devour                                    | Jake Gray                       |                                     |
| 2007        | Ten Inch Hero                             | (Boaz)Priestly                  |                                     |
| 2009        | My Bloody Valentine 3D                    | Tom Hanniger                    |                                     |
| 2010        | Batman: Under The Red Hood                | Jason Todd/Red Hood(numai voce) | direct pe dvd                       |
| Televiziune |                                           |                                 |                                     |
| An          | Titlu                                     | Rol                             | Note                                |
| 1996        | Sweet Valley High (serial tv)             | Brad                            |                                     |
| 1996–1997   | Mr. Rhodes                                | Malcolm                         | 7 episoade, personaj recurent       |
| 1997        | Cybill                                    | David                           | La nuntă                            |
| 1997–2000   | Days of our Lives(Zile din viața noastră) | Eric Brady                      | —                                   |
| 2001–2002   | Dark Angel (serial tv)- Îngerul întunecat | Ben/X5-493 și Alec McDowell     | 20 de episoade, personaj principal  |
| 2002–2003   | Dawson's Creek                            | C.J.                            | 12 episoade, personaj secundar      |
| 2003–2004   | Still Life                                | Max                             | 6 episoade                          |
| 2004–2005   | Smallville                                | Jason Teague                    | 22 de episoade , personaj principal |
| 2005–2020   | Supernatural                              | Dean Winchester                 | 327 episode, personaj principal     |

## Premii și nominalizări
| An   | Lucrare           | Premii                   | Categorie                                                                                                   | Rezultat     |
| ---- | ----------------- | ------------------------ | --- | ------------ |
| 1998 | Days of Our Lives | Soap Opera Digest Awards | Best Male Newcomer                                                                                          | Câștigat     |
| 1998 | Days of Our Lives | Daytime Emmy Awards      | Outstanding Younger Actor in a Drama Series                                                                 | Nominalizare |
| 1999 | Days of Our Lives | Daytime Emmy Awards      | Outstanding Younger Actor in a Drama Series                                                                 | Nominalizare |
| 2000 | Days of Our Lives | Daytime Emmy Awards      | Outstanding Younger Actor in a Drama Series                                                                 | Nominalizare |
| 2006 | Supernatural      | Teen Choice Awards       | TV - Choice Breakout Star                                                                                   | Nominalizare |
| 2006 | Supernatural      | Constellation Awards     | Best Male Performance in a 2006 Science Fiction Television Episode (for "In My Time of Dying")              | Nominalizare |
| 2007 | Supernatural      | SFX Awards               | Best TV Actor                                                                                               | Nominalizare |
| 2008 | Supernatural      | Constellation Awards     | Best Male Performance in a 2007 Science Fiction Television Episode (for "What Is and what Should Never Be") | Nominalizare |
| 2008 | Supernatural      | Ewwy Awards              | Best Actor in a Drama Series                                                                                | Nominalizare |
| 2009 | Supernatural      | Constellation Awards     | Best Male Performance in a 2008 Science Fiction Television Episode (for "In the Beginning")                 | Nominalizare |
| 2010 | Supernatural      | Ewwy Awards              | Best Actor in a Drama Series                                                                                | Câștigat     |
| 2010 | Supernatural      | Constellation Awards     | Best Male Performance in a 2009 Science Fiction Television Episode (for "The End")                          | Nominalizare |
| 2011 | Supernatural      | TV Guide Award           | Favourite Actor                                                                                             | Câștigat     |
| 2012 | Supernatural      | Teen Choice Awards       | Choice TV Actor: Fantasy/Sci-Fi                                                                             | Nominalizare |
| 2013 | Supernatural      | Constellation Awards     | Best Male Performance in a 2012 Science Fiction Television Episode (for "We Need To Talk About Kevin")      | Nominalizare |
| 2013 | Supernatural      | People's Choice Awards   | Favorite Dramatic TV Actor                                                                                  | Nominalizare |
| 2013 | Supernatural      | SFX Awards               | Best TV Actor                                                                                               | Nominalizare |
| 2013 | Supernatural      | Teen Choice Awards       | Choice TV Actor: Fantasy/Sci-Fi                                                                             | Nominalizare |
| 2014 | Supernatural      | People's Choice Awards   | Favorite Sci-Fi/Fantasy TV Actor                                                                            | Nominalizare |
| 2014 | Supernatural      | People's Choice Awards   | Favorite TV Bromance shared with Jared Padalecki and Misha Collins                                          | Câștigat     |